# Río Vargas (Baker)
El río Vargas es un curso natural de agua que nace en el lago homónimo, fluye casi paralelo al río Baker, el principal de la cuenca, y desemboca en su ribera sur de su cuenca media.

## Historia
Luis Risopatrón lo describe brevemente en su s: de 1924:: 922 
Vargas (Rio). 47° 43' 73° 08' Nace en la laguna del mismo nombre, corre hacia el W en- el valle del rio Baker, paralelamente a su curso i se vácia en la márjen E de su parte inferior. 111, ii, p.35-9; 121, p. 47; 1.34; i 156.